# Хенрик I Фландријски
Хенрик Фландријски (фр. Henri de Flandre, лат. Henricus Flandriae, грч. Ερρίκος της Φλάνδρας; Валансјен, 1174 — Солун, 11. јун 1216) био је регент Латинског царства (1205—1206), а затим цар (1206—1216). Био је син Балдуина V од Еноа и Маргарете Фландријске. Власт над Латинским царством преузео је од брата Балдуина I, када је царство било озбиљно угрожено од стране Бугара. Међутим, својом мудром политиком, Хенрик је успео да искористи прилике које су му се пружиле и да учврсти новоформирано царство, које ће постојати још нешто више од пола века. Био је највећи владар Латинског царства.

## Порекло и младост
Хенрик је рођен око 1174. године у Валансјену као син Балдуина V, грофа Еноа, и Маргарете, грофице Фландрије.
Године 1198. папа Иноћентије III је почео да проповеда Четврти крсташки рат. Позиву се прво одазвали шампањски гроф Теобалд III, а затим Хенрик заједно са својим братом Балдуином, тада грофом Фландрије и Еноа. Како крсташка војска скупљена у Венецији 1202. године није имала средстава да плати превоз до Свете земље, Млетачка република јој је понудила да зарад њених интереса нападне Задар. Затим је по млетачком запоседању града ту дошао византијски претендент Алексије Анђел, нудећи баснословне награде, и цела експедиција се окренула против Византије. Пошто новоустоличени Алексије није могао да испуни своја обећања, крсташка војска је 1204. године освојила Константинопољ и срушила Византијском царство оснивајући на његовом простору бројне државице. Улога замене Византије припала је Латинском царству, коме су остале крсташке државе кроз читав систем вазалстава признавале номиналну врховну власт. За првог латинског цара изабран је Хенриков брат Балдуин.
Хенрику су припале мање улоге у походу. Он је у Константинопољу запосео дворац Влахерна са свим његовим благом. Затим је крајем 1204. године прешао у Малу Азију да тамо прошири латинску власт Латинског царства праћен витезовима грофа Луја од Блоа, коме је по уговору била додељена Никеја. Мале и неорганизоване ромејске снаге предвођене деспотом Теодором Ласкарисом биле су поражене код Појманенона и Хенрик је успео да овлада већином градова у Битинији. Затим је нанео још тежи пораз Ромејима у бици код Адрамитиона 19. марта 1205. године, после чега је деловало да ће ромејски отпор у Анадолији бити лако сломљен.

## Регентство
Цар Балдуин је претрпео тежак пораз од бугарског цара Калојана код Хадријанопоља 14. априла 1205. године и био је заробљен, касније погубљен. После ове катастрофе, Хенрик је био приморан да се повуче из Мале Азије да би одржао из основа поколебано новостворено царство и у Константинопољу је изабран за регента. Осим великих територијалних губитака у Европи, последице пораза су се осетиле и у азијском делу. Одатле се повукла целокупна латинска војска, задржавши своју посаду само у граду Пеге. Новонасталу ситуацију искористио је Теодор Ласкарис, који се учврстио у западној Малој Азији, изабравши Никеју за своју престоницу.

## Латински цар: Између Бугара и Никејаца
Хенрик је био изабран за новог латинског цара, а затим крунисан 20. августа 1206. године. Одмах се са много енергије и вештине посветио својој новој улози. Успео је да поново ојача пољуљану латинску владавину у Тракији. Споразумео се са Бугарима, додуше на кратко, а, насупрот Балдуину, заузео према Грцима помирљив став и успео је да један део грчког племства придобије за себе. То му је омогућило да већ крајем 1206. године на челу латинске војске упадне у Битинију. Срушити нови византиски центар, чије формирање није успео да спречи, било је за њега питање од виталне важности. Међутим, нови Калојанови напади приморали су га да прекине борбу и да у пролеће 1207. године склопи са Теодором Ласкарисом примирје на две године.
Дана 8. октобра 1207. године, Калојана је у опсади Солуна убио један бугарски бољар и уследило је смањење притиска на Латинско царство с европске стране. Хенрик је затим кренуо у напад и код Филипопоља 2. августа 1208. године је новом бугарском цару Борилу нанео тежак пораз. Овој победи свакако је доста допринело то што је један део бољара тежио да са Хенриком постигне споразум. Међутим, да боље искористи победу цара су спречили сукоби са њему подређеним државама.

## Обнова примата међу латинским државама
Хенрик је званично имао као своје вазале: Солунску краљевину, Атинско војводство које је било вазал претходног и кнежевину Ахају. Међутим, услед немоћи царства у претходном периоду, оне су сада биле фактички независне. Пошто је утицајни солунски краљ Бонифације Монфератски погинуо у сукобу са Калојаном 1207. године, на власти у овој најзначајнијој вазалној држави царства нашао се његов малолетни син Димитрије. Хенрик је ушао у сукоб са ломбардским племићима предвођеним Обертом II од Бијандрата. Вољом латинског цара Димитрије је 6. јануара 1209. године био крунисан за краља, а регент му је постао царев брат Јустас. Папа и већина племства су признали овај чин, али је још увек постојала јака опозиција. Хенрик је, ипак, умесном одлучношћу успео да 1209. године наметне своју власт Солуну. Врховну власт латинског цара прихватио је том приликом и епирски деспот Михаило I Комнин Дука, озваничивши је удајом своје кћери Марије за Јустаса Фландријског. Тада је и трећина Михаилових поседа, као мираз, дошла под Јустасову контролу. Међутим, ово вазалство није било дугог века и Епир је убрзо ушао у сукоб са краљевином у Солуну.
После Солуна Хенрик је посетио Атину, где се састао са атинским војводом Отом де ла Рошом, својим савезником против одметнутих солунских феудалаца. Искористивши смрт ахајског кнеза Вилијама I Шамплита, латински цар је поставио за његовог наследника Жофроу Вилердена чиме се кнежевина нашла под његовом непосредном врховном влашћу. На сабору у Равенци 1210. године, Хенрик је озваничио новонастали однос снага. Латински владари у Грчкој су га признали за сизерена, њима се придружило и новостворено Егејско војводство са центром на Наксосу, сређени су и односи између православних и католичких црквених великидостојника. Међутим, атинске војводе и ахајски кнежеви су убрзо престали да се брину о пословима царства и постали поново независни.

## Рат против Никеје
Посредством Млечана, Хенрик је 1209. године склопио тајни савез са селџучким иконијским султаном Кејхусревом I против Никеје. Међутим, малобројна никејска војска, чије је језгро сачињавао одред од 800 латинских најамника, победила је турску војску у бици код Антиохије на Меандру у пролеће 1211. године. Султан је погинуо у бици, а његов наследник Кејкавус I је склопио мир са Никејом.
После тога Латинско царство је поново повело рат против, сада цара, Теодора Ласкариса. Сам Хенрик рат оправдава у писму упућеном на Запад из свог логора код Пергама 13. јануара 1212. године, које говори о опасности од Теодоровог напада на сам Константинопољ. Латински цар се повезао са Трапезунтским царством, ривалом Никеје у праву на наслеђе Византије. Дошло је до мањих борби у Мизији и Битинији у којима је латински цар имао више успеха. Хенрик је однео победу на Риндаку 15. октобра 1211. године, после чега је продро све до Пергама и Нимфеја. Међутим, вођен на једној и на другој страни са врло малим снагама, рат није могао да доведе до одлучујућих резултата. Заморени ратом, противници су склопили мир у Нимфеју крајем 1214. године. Уговором је повучена граница између Латинског и Никејског царства: северозападни део Мале Азије до Адрамитиона на југу припао је Латинима, док је целу осталу територију до селџучке границе задржала Никеја. На тај начин су обе државе дејуре признале једна другу и за дуже време је дошло до равнотеже снага и мира у западној Малој Азији.

## Савез са Бугарима и сукоби са Србијом
Папиним посредовањем, највероватније 1211. године, Хенрик се измирио са бугарским царем Борилом. Уследило је чак склапање савеза између двојице владара, који је учршћен браком између Хенрика и Калојанове кћерке Марије. Двојица савезника, Хенрик и Борил, кренули су 1214. године против српског великог жупана Стефана Немањића, зато што је он пружао подршку Бориловим противницима избеглим из Бугарске. Ноћним нападом у близини Ниша, савезници су били приморани на повлачење. Да би осветили пораз и постигли сигурнији успех, савезници су почели боље да се спремају. Обећањима су на своју страну привукли Стреза, моћног господара Просека и дотадашњег Бориловог непријатеља. Међутим, како је Стрез ускоро био убијен, ову област су поделили Солунска краљевина, која је завладала самим Просеком са његовом непосредном околином, и Епирска деспотовина.
Хенрик је ступио у контакт са угарским краљем Андријом II. Двојица владара су видели Србију као препреку својим политичким плановима непосредније сарадње. У пролеће 1216. године договорили су се да се са војскама састану у Нишу. Очито, поход је спреман само против Србије, јер су са Бугарском били у добрим односима. Сам Стефан Немањић пише да им је намера била да га прогнају и да поделе његову земљу. Позив на састанак је упућен и Стефану, али је он одлучио да растави савезнике. У априлу он се састао у Равном са краљем Андријом и успео да изглади односе са њим, после чега су заједно отишли у Ниш. Пун гнева и јарости, Хенрик није хтео одступити, тражио је један, макар и мали, део Србије. Одбијајући све ове захтеве, Стефан је посео све кланце око Ниша, вероватно и грделичке и сићевачке, да онемогући латинском цару повратак и натера га на попуштање. Хенрику у том тренутку није било до борбе. У Солунској краљевини је дошло до већих проблема и регенткиња Маргарета, сестра краља Андрије, позивала га је у помоћ. Посредством угарског краља, цару је омогућено несметано повлачење и он је кренуо према Солуну.

## Смрт и последице
Хенрик је умро под мистериозним околностима у Солуну 11. јуна 1216. године. Врло вероватно је био отрован од стране Оберта од Бијандрата, због чије завере га је краљица-мајка Маргарета и звала у помоћ. Његовом смрћу наступило је пропадање Латинског царства. Место регента преузела је Хенрикова сестра Јоланда, а за новог цара је изабран њен супруг Петар II Куртене. Петар никад није ни стигао до Константинопоља, јер је на путу био заробљен од стране епирског деспота и касније убијен. Смрт цара Хенрика довела је и до пада цара Борила, кога је 1218. године са престола збацио Јован Асен II. Иако Хенрикова владавина није оставила дубљег трага, његови успеси су у великој мери допринели продужењу живота Латинског царства, које ће престати да постоји 1261. године.

## Породица
Хенрик се женио два пута. Прва супруга му је била Агнеса, кћер Бонифација Монфератског, једног од најутицајнијих вођа Четвртог крсташког рата. Брак је склопљен 1206. године да би се учврстио савез двојице владара против Калојана. Сва је прилика да је Агнеса умрла на порођају 1207. године заједно са својом новорођеном кћерком. Године 1211. Хенрик се оженио Калојановом кћерком Маријом, закључујући на тај начин мир са Бугарском. Марија је 1216. године такође била осумњичена за цареву смрт и њој се потом губи сваки траг. Хенрик је имао једну ванбрачну кћер по имену Изабела или Маргарета, коју је удао за свог вазала и побуњеног бугарског бољара Алексија Словена.

## Галерија
- Прва страна Историје цара Хенрика која приказује Хенрика пред зидинама Константинопоља. Дело Хенрика од Валансјена наручено управо од стране цара Хенрика.
- Цар Хенрик на престолу, печат објављен 1890. године у Печатима латинског истока (фр. Sceau de l'Orient latin) Гистава Шлимбержеа.
- Печат који приказује Хенрика Фландријског на коњу, из Печата латинског истока.
- Два печата цара Хенрика. Први приказује цара на престолу, други његов грб. Слика из Печата латинског истока.

## Породично стабло
|  |                                           |  |  |  |  |  |  |  |  |  |  |  |  |  |  |  |
|  | 16. Балдуин II, гроф Еноа                 |  |  |  |  |  |  |  |  |  |  |  |  |  |  |  |
|  |                                           |  |  |  |  |  |  |  |  |  |  |  |  |  |  |  |
|  |                                           |  |  |  |  |  |  |  |  |  |  |  |  |  |  |  |
|  | 8. Балдуин III, гроф Еноа                 |  |  |  |  |  |  |  |  |  |  |  |  |  |  |  |
|  |                                           |  |  |  |  |  |  |  |  |  |  |  |  |  |  |  |
|  |                                           |  |  |  |  |  |  |  |  |  |  |  |  |  |  |  |
|  | 17. Ида од Левена                         |  |  |  |  |  |  |  |  |  |  |  |  |  |  |  |
|  |                                           |  |  |  |  |  |  |  |  |  |  |  |  |  |  |  |
|  |                                           |  |  |  |  |  |  |  |  |  |  |  |  |  |  |  |
|  | 4. Балдуин IV, гроф Еноа                  |  |  |  |  |  |  |  |  |  |  |  |  |  |  |  |
|  |                                           |  |  |  |  |  |  |  |  |  |  |  |  |  |  |  |
|  |                                           |  |  |  |  |  |  |  |  |  |  |  |  |  |  |  |
|  | 18. Герхард Фламинијус од Васенберга      |  |  |  |  |  |  |  |  |  |  |  |  |  |  |  |
|  |                                           |  |  |  |  |  |  |  |  |  |  |  |  |  |  |  |
|  |                                           |  |  |  |  |  |  |  |  |  |  |  |  |  |  |  |
|  | 9. Јоланда од Васенберга                  |  |  |  |  |  |  |  |  |  |  |  |  |  |  |  |
|  |                                           |  |  |  |  |  |  |  |  |  |  |  |  |  |  |  |
|  |                                           |  |  |  |  |  |  |  |  |  |  |  |  |  |  |  |
|  | 19. Клементија од Поатуа                  |  |  |  |  |  |  |  |  |  |  |  |  |  |  |  |
|  |                                           |  |  |  |  |  |  |  |  |  |  |  |  |  |  |  |
|  |                                           |  |  |  |  |  |  |  |  |  |  |  |  |  |  |  |
|  | 2. Балдуин V, гроф Еноа                   |  |  |  |  |  |  |  |  |  |  |  |  |  |  |  |
|  |                                           |  |  |  |  |  |  |  |  |  |  |  |  |  |  |  |
|  |                                           |  |  |  |  |  |  |  |  |  |  |  |  |  |  |  |
|  | 20. Алберт III, гроф Намира               |  |  |  |  |  |  |  |  |  |  |  |  |  |  |  |
|  |                                           |  |  |  |  |  |  |  |  |  |  |  |  |  |  |  |
|  |                                           |  |  |  |  |  |  |  |  |  |  |  |  |  |  |  |
|  | 10. Жофроа I, гроф Намира                 |  |  |  |  |  |  |  |  |  |  |  |  |  |  |  |
|  |                                           |  |  |  |  |  |  |  |  |  |  |  |  |  |  |  |
|  |                                           |  |  |  |  |  |  |  |  |  |  |  |  |  |  |  |
|  | 21. Ида од Саксоније                      |  |  |  |  |  |  |  |  |  |  |  |  |  |  |  |
|  |                                           |  |  |  |  |  |  |  |  |  |  |  |  |  |  |  |
|  |                                           |  |  |  |  |  |  |  |  |  |  |  |  |  |  |  |
|  | 5. Алиса од Намира                        |  |  |  |  |  |  |  |  |  |  |  |  |  |  |  |
|  |                                           |  |  |  |  |  |  |  |  |  |  |  |  |  |  |  |
|  |                                           |  |  |  |  |  |  |  |  |  |  |  |  |  |  |  |
|  | 22. Конрад I, гроф Луксембурга            |  |  |  |  |  |  |  |  |  |  |  |  |  |  |  |
|  |                                           |  |  |  |  |  |  |  |  |  |  |  |  |  |  |  |
|  |                                           |  |  |  |  |  |  |  |  |  |  |  |  |  |  |  |
|  | 11. Ермезинда од Луксембурга              |  |  |  |  |  |  |  |  |  |  |  |  |  |  |  |
|  |                                           |  |  |  |  |  |  |  |  |  |  |  |  |  |  |  |
|  |                                           |  |  |  |  |  |  |  |  |  |  |  |  |  |  |  |
|  | 23. Клементија Аквитанска                 |  |  |  |  |  |  |  |  |  |  |  |  |  |  |  |
|  |                                           |  |  |  |  |  |  |  |  |  |  |  |  |  |  |  |
|  |                                           |  |  |  |  |  |  |  |  |  |  |  |  |  |  |  |
|  | 1. Хенрик Фландријски                     |  |  |  |  |  |  |  |  |  |  |  |  |  |  |  |
|  |                                           |  |  |  |  |  |  |  |  |  |  |  |  |  |  |  |
|  |                                           |  |  |  |  |  |  |  |  |  |  |  |  |  |  |  |
|  | 24. Герхард, војвода Лорене               |  |  |  |  |  |  |  |  |  |  |  |  |  |  |  |
|  |                                           |  |  |  |  |  |  |  |  |  |  |  |  |  |  |  |
|  |                                           |  |  |  |  |  |  |  |  |  |  |  |  |  |  |  |
|  | 12. Теодорик II од Лорене, војвода Лорене |  |  |  |  |  |  |  |  |  |  |  |  |  |  |  |
|  |                                           |  |  |  |  |  |  |  |  |  |  |  |  |  |  |  |
|  |                                           |  |  |  |  |  |  |  |  |  |  |  |  |  |  |  |
|  | 25. Хедвига од Намира                     |  |  |  |  |  |  |  |  |  |  |  |  |  |  |  |
|  |                                           |  |  |  |  |  |  |  |  |  |  |  |  |  |  |  |
|  |                                           |  |  |  |  |  |  |  |  |  |  |  |  |  |  |  |
|  | 6. Тијери од Алзаса, гроф Фландрије       |  |  |  |  |  |  |  |  |  |  |  |  |  |  |  |
|  |                                           |  |  |  |  |  |  |  |  |  |  |  |  |  |  |  |
|  |                                           |  |  |  |  |  |  |  |  |  |  |  |  |  |  |  |
|  | 26. Роберт I, гроф Фландрије              |  |  |  |  |  |  |  |  |  |  |  |  |  |  |  |
|  |                                           |  |  |  |  |  |  |  |  |  |  |  |  |  |  |  |
|  |                                           |  |  |  |  |  |  |  |  |  |  |  |  |  |  |  |
|  | 13. Гертруда Фландријска                  |  |  |  |  |  |  |  |  |  |  |  |  |  |  |  |
|  |                                           |  |  |  |  |  |  |  |  |  |  |  |  |  |  |  |
|  |                                           |  |  |  |  |  |  |  |  |  |  |  |  |  |  |  |
|  | 27. Гертруда од Саксоније                 |  |  |  |  |  |  |  |  |  |  |  |  |  |  |  |
|  |                                           |  |  |  |  |  |  |  |  |  |  |  |  |  |  |  |
|  |                                           |  |  |  |  |  |  |  |  |  |  |  |  |  |  |  |
|  | 3. Маргарета I, грофица Фландрије         |  |  |  |  |  |  |  |  |  |  |  |  |  |  |  |
|  |                                           |  |  |  |  |  |  |  |  |  |  |  |  |  |  |  |
|  |                                           |  |  |  |  |  |  |  |  |  |  |  |  |  |  |  |
|  | 28. Фулк IV, гроф Анжуа                   |  |  |  |  |  |  |  |  |  |  |  |  |  |  |  |
|  |                                           |  |  |  |  |  |  |  |  |  |  |  |  |  |  |  |
|  |                                           |  |  |  |  |  |  |  |  |  |  |  |  |  |  |  |
|  | 14. Фулк I, краљ Јерусалима               |  |  |  |  |  |  |  |  |  |  |  |  |  |  |  |
|  |                                           |  |  |  |  |  |  |  |  |  |  |  |  |  |  |  |
|  |                                           |  |  |  |  |  |  |  |  |  |  |  |  |  |  |  |
|  | 29. Бертрада од Монфорта                  |  |  |  |  |  |  |  |  |  |  |  |  |  |  |  |
|  |                                           |  |  |  |  |  |  |  |  |  |  |  |  |  |  |  |
|  |                                           |  |  |  |  |  |  |  |  |  |  |  |  |  |  |  |
|  | 7. Сибила Анжујска                        |  |  |  |  |  |  |  |  |  |  |  |  |  |  |  |
|  |                                           |  |  |  |  |  |  |  |  |  |  |  |  |  |  |  |
|  |                                           |  |  |  |  |  |  |  |  |  |  |  |  |  |  |  |
|  | 30. Ели I, гроф Мена                      |  |  |  |  |  |  |  |  |  |  |  |  |  |  |  |
|  |                                           |  |  |  |  |  |  |  |  |  |  |  |  |  |  |  |
|  |                                           |  |  |  |  |  |  |  |  |  |  |  |  |  |  |  |
|  | 15. Ерменгарда Анжујска, грофица Мена     |  |  |  |  |  |  |  |  |  |  |  |  |  |  |  |
|  |                                           |  |  |  |  |  |  |  |  |  |  |  |  |  |  |  |
|  |                                           |  |  |  |  |  |  |  |  |  |  |  |  |  |  |  |
|  | 31. Матилда од Шато ди Лоара              |  |  |  |  |  |  |  |  |  |  |  |  |  |  |  |
|  |                                           |  |  |  |  |  |  |  |  |  |  |  |  |  |  |  |
|  |                                           |  |  |  |  |  |  |  |  |  |  |  |  |  |  |  |